# Tierra Negra, San Juan Mazatlán
Tierra Negra är en ort i Mexiko.   Den ligger i kommunen San Juan Mazatlán och delstaten Oaxaca, i den sydöstra delen av landet, 500 km sydost om huvudstaden Mexico City. Tierra Negra ligger 273 meter över havet och antalet invånare är 629.
Terrängen runt Tierra Negra är kuperad åt sydväst, men åt nordost är den platt. Runt Tierra Negra är det glesbefolkat, med 9 invånare per kvadratkilometer. Närmaste större samhälle är Los Fresnos, 10,8 km öster om Tierra Negra. I omgivningarna runt Tierra Negra växer huvudsakligen savannskog.